# بیکلی، استرالیای غربی
بیکلی (به انگلیسی: Bickley) یک حومه شهر و منطقه در استرالیا است که در استرالیای غربی واقع شده‌است.
این مکان محل تعطیلات و دیگر انواع کمپ بوده‌است
برج‌های پخش تلویزیونی پرت شبکه هفت و شرکت پخش استرالیایی از زمان تأسیس تلویزیون در پرث در سال ۱۹۵۹ در آنجا قرار داشتند.
رصدخانه پرث، که در اصل در غرب پرث واقع شده بود، در حال حاضر در بیکلی نیز قرار دارد.
همچنین یکی از ایستگاه‌های مهم هواشناسی در منطقه کلان‌شهر پرث به دلیل طولانی بودن زمان کار و موقعیت آن در اسکارپ عزیز است.
محل مخازن آب نیز می‌باشد